# Нартия
На́ртия (кабард.-черк. Нартанэ) — гора в предгорьях Центрального Кавказа. Является одной из высших точек на территории городского округа Нальчик. 

## География

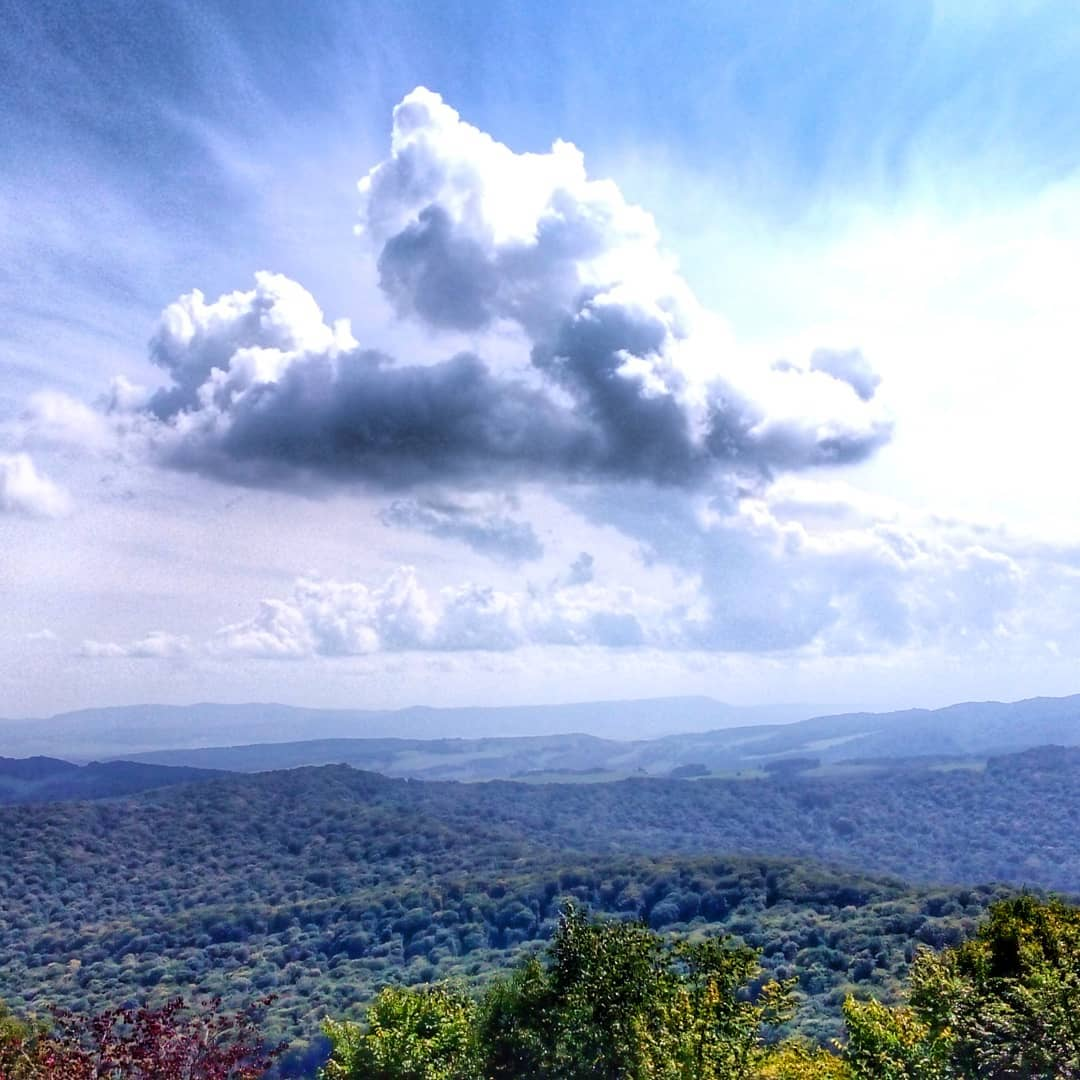
Вид с горы Нартия

Гора Нартия расположена в 5 км к югу от города Нальчик, и видна из города в виде конуса, возвышающегося над горой Большая Кизиловка. Является высшей точкой хребта Нартан — одного из северных отрогов Лесистого хребта. Абсолютная высота вершины составляет 999,8 метров над уровнем моря. Склоны горы покрыты сплошным широколиственным лесом, с преобладанием бука и примесью кавказского граба, ясени, осины, дуба, липа и лещины. 

## Достопримечательности
Фактически до вершины горы идёт лестничная тропа Терренкур, благодаря чему возвышенность регулярно посещается туристами и жителями города, совершающих по ней утреннюю или вечернюю прогулку или пробежку.